# Supercoppa italiana 2007 (pallacanestro maschile)
La Supercoppa italiana 2007 fu la 13ª supercoppa italiana di pallacanestro maschile.
Fu vinto, per la seconda volta, dalla Mens Sana Siena su Pall. Treviso con il punteggio di 96-50.
MVP dell'incontro è stato eletto Shaun Stonerook.

## Formula
Il trofeo è stato assegnato in una gara unica. Le squadre finaliste sono state quella dei campioni d'Italia in carica della Montepaschi Siena, e della Benetton Treviso detentrice della Coppa Italia.

## Tabellino
| Arbitri: | Luciano Tola Marco Giansanti Dino Mastrantoni |

|                   |            |                    |
| Eze 14            | Punti      | 16 Chalmers        |
| McIntyre 7        | Assist     | 2 Fantoni          |
| Stonerook 9       | Rimbalzi   | 8 Fantoni          |
| Simone Pianigiani | Allenatori | Alessandro Ramagli |